# 후카가와 루카
후카가와 루카(일본어: 深川瑠華) 일본 여성 성우. 히비키 소속.

## 프로필
- 생일	2004년 9월 4일
- 출신	가나가와현
- 혈액형	AB형
- 신장	157cm
- 특기	플루트
- 취미	게임, 독서

## 개요
2020년에 행해진 D4DJ의 제6 유닛 Lyrical Lily 캐스트 오디션에서 백조 후도모 역으로서, 히비키에 소속 . 애칭은 「루카룬」.
성우가 되고 싶은 계기는, 어렸을 때부터 애니메이션을 좋아했던 것과, 중학생 때 BanG_Dream!의 성우가 리얼 라이브로 연주하고 있어 자신도 악기를 연주하고 싶었기 때문에.
동경의 성우는 하야미 사오리
특징적인 롤리 보이스를 가지며, 악곡의 악센트로도 되어 있다. 그러나 본인은 한때 자신의 목소리가 싫었다고 말해 동기인 와 타세 유즈키 의 예쁜 목소리가 부럽다고 말하고 있다.
소리 게이에 관해서는 같은 해의 진도 아마네 와 같은 정도의 가치세에서, D4DJ의 선전을 위해서 왠지 TV 에 출연했을 때도 「무리하지 않는 편이 좋다」라고 충고한 나카무라 유이치 와 마피아 카지타 를 침묵시킨다 실력을 보였다. 그리고 밀담 내에서 전달된 구루미쿠 퀸 결정전에서 지난 퀸의 네기시 아이 훌륭하게 우승해, 2대째 구루미쿠 퀸의 자리에 갔다.
유치원의 무렵부터 VOCALOID를 듣고 , 마법의 미라이 등의 이벤트에도 나가고 있는 모양. 잘 듣고 있는 곡은 더블 라리 어트 , 루 카르카 오래된 인터넷 노인회가 시작되었습니까?